# YE-ZB
FS2004 YE–ZB – ściśle tajny podczas II wojny światowej system nawigacji amerykańskiej marynarki wojennej służący do naprowadzania amerykańskich samolotów pokładowych na własny lotniskowiec. Opracowany przez Franka Akersa system, składał się z dwóch elementów – nadajnika radiowego UHF YE na pokładzie lotniskowca, oraz pasywnych odbiorników UHF AN/ARR-2 (popularnie ZB – Zibby) na pokładzie każdego z samolotów.
Na początku II wojny światowej wszystkie amerykańskie lotniskowce były wyposażone w nadajniki YE, które transmitowały inną literę alfabetu Morse’a co 15 stopni (co 30 stopni wg niektórych źródeł) w okręgu z lotniskowcem w pośrodku, gdzie każdemu sektorowi wokół lotniskowca odpowiadała inna litera alfabetu Morse’a. Piloci otrzymywali zmieniane każdego dnia koła kodów z literami alfabetu, następnie przez porównanie litery odebranej przez ZB z literami na kole kodów, ustalali swoją pozycję w relacji do nadającego sygnał ich lotniskowca.
YE–ZB był systemem zabezpieczonym przez podwójną modulację amplitudy sygnału radiowego o częstotliwości 240 MHz – schemat podwójnej modulacji gwarantował, że do odczytania sygnału konieczny był odbiornik z demodulatorem. System został odtajniony przez US Navy w 1947 roku.